# Lorena Bernal
Lorena Raquel Bernal Pascual, née le 12 mai 1981 à San Miguel de Tucumán, en Argentine, est un mannequin et une actrice de télévision espagnole ayant été couronnée Miss Espagne en 1999.

## Vie privée
Elle est mariée à l'ancien footballeur espagnol Mikel Arteta, l'ancien capitaine et actuel manager du club de football de Premier League, Arsenal, avec qui elle a trois enfants.